# Saison 1 de Star Trek (série télévisée d'animation)
Chronologie
Saison 3 de
Star Trek Saison 2 de
Star Trek, la série animée
Cet article présente le guide de la première saison de la série télévisée d'animation Star Trek, la série animée.

## Synopsis de la saison
La série suit le voyage de l'Enterprise après les événements de la série télévisée Star Trek.

## Distribution
- William Shatner : Capitaine James T. Kirk
- Leonard Nimoy : Spock
- DeForest Kelley : Leonard McCoy
- George Takei : Hikaru Sulu
- Nichelle Nichols : Nyota Uhura
- James Doohan : Montgomery Scott / Lieutenant Arex
- Majel Barrett : Infirmière Christine Chapel / Lieutenant M'Ress
- David Gerrold : EM-3-Green

## Production
- Réalisation : Hal Sutherland
- Scénario : D.C. Fontana (supervision)
- Direction artistique : Don Christensen
- Décors : Tom O'Loughlin, Paul Xander, Maurice Harvey, Pat Keppler, Don Peters
- Animation : Ed Friedman, Lou Kachivas, Marsh Lamore, Bob Carlson, Robert Bentley, Rudy Cataldi, Otto Feuer, Lee Halpern, Paul Fennell
- Photographie : Ervin L. Kaplan
- Effets spéciaux : Reuben Timmins
- Musique originale : Yvette Blais, Jeff Michael
- Production : Lou Scheimer, Norm Prescott, Dorothy Fontana ; Gene Roddenberry (exécutif)
- Société de production : Filmation
- Pays d'origine : USA
- Langue : anglais
- Nombre d'épisodes : 16
- Durée : 30 minutes
- Format : Couleur - 35mm - 1,33:1 - son mono

## Liste des épisodes
1. Au-delà de l’étoile morte ou L'Étoile morte (Beyond the Farthest Star)[1]
2. Retour dans le passé ou Le Petit Spock (Yesteryear)
3. Il nous manque une planète - (One of Our Planets Is Missing)
4. L’Appel de Loreli ou Le Chant des sirènes (The Lorelei Signal)
5. Les Soucis du capitaine Kirk ou Tribulations (More Tribbles, More Troubles)
6. Le Survivant The Survivor
7. L’Éternel Vulcain ou Duplicité (The Infinite Vulcain)
8. La Magie des Megas 2 (The Magicks of Megas-Tu)
9. Il était une fois une planète (Once Upon a Planet)
10. La Passion de M. Mudd ou L'élixir d'amour (Mudd’s Passion)
11. L’Incident de Terratin (The Terratin Incident)
12. Le Piège du temps ou La Souricière (Time Trap)
13. Mutation sur Argos (The Ambergris Element)
14. L’Arme des Slavennes (Slaver Weapon)
15. La Planète mystérieuse (The Eye of the Beholder)
16. Jihad

### Épisode 1:Au-delà de l’étoile morteouL'Étoile morte
- Titre original : Beyond the Farthest Star
- Numéro(s) : 1 (22004)
- Scénariste(s) : Samuel A. Peeples
- Réalisateur(s) : Hal Sutherland
- Diffusion(s) : 
  -  États-Unis : 8 septembre 1973 sur NBC
  -  France : 28 mars 1998 sur Canal J
- Date stellaire : 5221.3
- Invité(es) :
- Résumé : Alors qu'il explore l'autre côté de la galaxie l'Enterprise est attiré en orbite d'un trou noir. Piégé à l'intérieur, l'équipage découvre un ancien vaisseau bloqué de manière identique.
- Continuité :
- Commentaire(s) :

### Épisode 2:Retour dans le passéouLe Petit Spock
- Titre original : Yesteryear
- Numéro(s) : 2 (22003)
- Scénariste(s) : D. C. Fontana
- Réalisateur(s) : Hal Sutherland
- Diffusion(s) : 
  -  États-Unis : 15 septembre 1973 sur NBC
  -  France : 28 mars 1998 sur Canal J
- Date stellaire : 5373.4
- Invité : Mark Lenard - L'ambassadeur Sarek
- Résumé : Spock doit voyager à travers le temps afin de sauver une version plus jeune de lui-même.
- Continuité :
  - L'épisode voit réapparaitre Amanda Grayson, la mère de Spock et Sarek, son père, déjà apparu dans l'épisode Un tour à Babel. Dans ce même épisode, Spock parlait de son animal de compagnie, un Sehlat. On peut voir celui-ci, son nom est I-Chaya.
  - Plusieurs concept vulcains comme la Forge ou la cité de ShiKahr seront plus tard réutilisé dans des épisodes de la série Star Trek: Enterprise nommés Le Pèlerin du désert et Kir'Shara[2].
  - Dans le film de 2009 Star Trek, Spock, enfant est malmené par trois brutes de la même manière que dans cet épisode.
- Commentaire(s) :

### Épisode 3:Il nous manque une planète
- Titre original : One of Our Planets Is Missing
- Numéro(s) : 3 (22007)
- Scénariste(s) : 	Marc Daniels
- Réalisateur(s) : Hal Sutherland
- Diffusion(s) : 
  -  États-Unis : 22 septembre 1973 sur NBC
  -  France : 28 mars 1998 sur Canal J
- Date stellaire : 5371.3
- Invité(es) :
- Résumé : L'Enterprise se retrouve à l'intérieur d'une créature géante vivant à l'état gazeux. Celle-ci se nourrit de l'énergie des planètes qu'elle englobe et s'approche de Mantilles, une colonie de la Fédération.
- Continuité : L'officier de Starfleet gouvernant la planète est Bob Wesley, qui gouvernait l'USS Lexington dans l'épisode Unité multitronique. À l'époque joué par l'acteur Barry Russo, il est doublé par James Doohan.
- Commentaire(s) :

### Épisode 4:L’Appel de LoreliouLe Chant des sirènes
- Titre original : The Lorelei Signal
- Numéro(s) : 4 (22006)
- Scénariste(s) : Margaret Armen
- Réalisateur(s) : Hal Sutherland
- Diffusion(s) : 
  -  États-Unis : 29 septembre 1973 sur NBC
  -  France : 4 avril 1998 sur Canal J
- Date stellaire : 5383.7
- Invité(es) :
- Résumé : Enquêtant sur la disparition d'un grand nombre de vaisseaux 27 ans auparavant, l'équipage de l'Enterprise découvre la planète Taurus II peuplée de belles femmes.
- Continuité : C'est le seul épisode où le lieutenant Uhura est responsable de l'entreprise.
- Commentaire(s) : En plus de son rôle de l'infirmière Christine Chapel, Majel Barrett joue Theela, la cheffe des femmes de Taurus, tandis que Nichelle Nichols  joue celle de l'officier de sécurité Davison. James Doohan joue aussi le rôle du lieutenant Carver en plus de son rôle de l'ingénieur Scott.

### Épisode 5:Les Soucis du capitaine KirkouTribulations
- Titre original : More Tribbles, More Troubles
- Numéro(s) : 5 (22001)
- Scénariste(s) : David Gerrold
- Réalisateur(s) : Hal Sutherland
- Diffusion(s) : 
  -  États-Unis : 6 octobre 1973 sur NBC
  -  France : 4 avril 1998 sur Canal J
- Date stellaire : 5392.4
- Invité(es) : Stanley Adams – Cyrano Jones
- Résumé : L'Enterprise doit escorter deux vaisseaux cargos rempli de quintotriticale une nouvelle semance qui pourrait éradiquer la famine sur la planète Sherman. En chemin ils croisent un vaisseau Klingon poursuivant un vaisseau de la Fédération sur lequel se trouve le marchand Cyrano Jones.
- Continuité :
- L'épisode suit les événements de l'épisode de la saison 2 de Star Trek, Tribulations.
- Les tribules, vue dans cet épisode sont roses, Hal Sutherland étant daltonien avait alors confondu les couleurs,
- Commentaire(s) : 
  - L'épisode est issue d'un scénario à l'origine écrit pour la saison 3 de la série originale mais refusé par le producteur Fred Freiberger qui refusait les épisodes comiques[3],[4]. Il fut décidé après une rencontre entre Gerrold et D.C. Fontana en 1973 sur une convention[4],[5],[3].
  - Le personnage de Koloth à l'origine joué par William Campbell, est doublé ici par James Doohan.

### Épisode 6:Le Survivant
- Titre original : The Survivor
- Numéro(s) : 6 (22005)
- Scénariste(s) : 	James Schmerer
- Réalisateur(s) : Hal Sutherland
- Diffusion(s) : 
  -  États-Unis : 13 octobre 1973 sur NBC
  -  France : 11 avril 1998 sur Canal J
- Date stellaire : 5143.3
- Invité(es) :
- Résumé : L’Enterprise découvre prés de la frontière Romulienne le vaisseau de Carter Winston, un philanthrope disparu il y a cinq ans. Or, son comportement semble avoir changé.
- Continuité : C'est le seul épisode de la série à mentionner la fille du Docteur McCoy, Joanna.
- Commentaire(s) :

### Épisode 7:L’Éternel VulcainouDuplicité
- Titre original : The Infinite Vulcain
- Numéro(s) : 7 (22002)
- Scénariste(s) : Walter Koenig
- Réalisateur(s) : Hal Sutherland
- Diffusion(s) : 
  -  États-Unis : 20 octobre 1973 sur NBC
  -  France : 11 avril 1998 sur Canal J
- Date stellaire : 5554.4
- Invité(es) :
- Résumé : En explorant la planète Phylos, le Lieutenant Sulu est piqué par la retlaw, une plante capable de se déplacer. Alors qu'il est empoisonné, il est sauvé par les habitants de la planète, des végétaux intelligents.
- Continuité : L'épisode fait mention des guerres eugéniques, déjà mentionnés dans l'épisode Les Derniers Tyrans et met en scène l'un de ses scientifiques.
- Commentaire(s) : 
  - L'épisode a été écrit par Walter Koenig qui jouait le rôle de Pavel Chekov dans la série originelle.
  - Le nom des plantes, les Retlaw est issue du prénom Walter orthographié à l'envers.

### Épisode 8:La Magie des Megas 2
- Titre original : (The Magicks of Megas-Tu)
- Numéro(s) : 8 (22009)
- Scénariste(s) : Larry Brody
- Réalisateur(s) : Hal Sutherland
- Diffusion(s) : 
  -  États-Unis : 27 octobre 1973 sur NBC
  -  France : 11 avril 1998 sur Canal J
- Date stellaire : 1254.4
- Invité(es) :
- Résumé : Alors que l'USS Enterprise est en train d'explorer le centre de la galaxie, le vaisseau est pris dans un vortex d'énergie. Un être nommé Lucien apparait sur le pont et invite l'équipage à explorer sa planète, Megas-Tu.
- Continuité :
- Commentaire(s) : Le script original devait faire apparaître l'être à l'origine de l'idée de Dieu dans la série, mais les dirigeants de la NBC estimèrent que cela pouvait faire des problèmes avec les instances religieuses. Il fut décidé que Lucien serait plutôt à l'origine du mythe du diable[6].

### Épisode 9:Il était une fois une planète
- Titre original : (Once Upon a Planet)
- Numéro(s) : 9 (22017)
- Scénariste(s) : Chuck Menville, Len Janson
- Réalisateur(s) : Hal Sutherland
- Diffusion(s) : 
  -  États-Unis : 3 novembre 1973 sur NBC
  -  France : 18 avril 1998 sur Canal J
- Date stellaire : 5591.2
- Invité(es) :
- Résumé : L'Enterprise retourne sur la planète dans laquelle ils ont passé des vacances et où les rêves peuvent se réaliser. Toutefois, celle-ci semble avoir changé.
- Continuité : L'épisode suit les événements de l'épisode de la saison 1 de Star Trek, Une partie de campagne.
- Commentaire(s) :

### Épisode 10:La Passion de M. MuddouL'élixir d'amour
- Titre original : (Mudd’s Passion)
- Numéro(s) : 10 (22008)
- Scénariste(s) : Stephen Kandel
- Réalisateur(s) : Hal Sutherland
- Diffusion(s) : 
  -  États-Unis : 10 novembre 1973 sur NBC
  -  France : 18 avril 1998 sur Canal J
- Date stellaire : 4978.5
- Invité(es) : Roger C. Carmel - Leo Walsh / Harry Mudd
- Résumé : L'équipage de l'Enterprise est à la recherche d'Harry Fenton Mudd. Ils le retrouvent sur une planète à vendre des philtres d'amour.
- Continuité : L'épisode suit les événements des épisodes Trois femmes dans un vaisseau et Mudd.
- Commentaire(s) :

### Épisode 11:L’Incident de Terratin
- Titre original : The Terratin Incident
- Numéro(s) : 11 (22015)
- Scénariste(s) : 	Paul Schneider
- Réalisateur(s) : Hal Sutherland
- Diffusion(s) : 
  -  États-Unis : 17 novembre 1973 sur NBC
  -  France : 18 avril 1998 sur Canal J
- Date stellaire : 5'577.3
- Invité(es) :
- Résumé : Alors qu'ils approchent d'une supernova, l'équipage de l'Enterprise entend un étrange message qui daterait de plusieurs centaines d'années. Peu de temps après l'avoir entendu, l'équipage commence à rétrécir.
- Continuité :
- Commentaire(s) :

### Épisode 12:Le Piège du tempsouLa Souricière
- Titre original : Time Trap
- Numéro(s) : 12 (22010)
- Scénariste(s) : Joyce Perry
- Réalisateur(s) : Hal Sutherland
- Diffusion(s) : 
  -  États-Unis : 24 novembre 1973 sur NBC
  -  France : 25 avril 1998 sur Canal J
- Date stellaire : 5267.2
- Invité(es) :
- Résumé : L'Enterprise ainsi que le vaisseau Klingon qu'il poursuivait, se retrouvent à l'intérieur du triangle Delta, une espace où le temps ne s'écoule plus et où les vaisseaux restent prisonnier.
- Continuité : 
  - Le conseil d'Elysia comprend de nombreuses races aliens déjà vues dans la série : Orion, Vulcain, Klingon, Andorien, Phylosien, Tellarite et un Gorn.
  - On retrouve le personnage du commandant Klingon Kor vu dans l'épisode Les arbitres du cosmos
- Commentaire(s) : 
  - L'épisode s'inspire de la légende du triangle des bermudes.
  - Bien que Kor avait été joué par John Colicos dans la série originelle, il est ici doublé par James Doohan.

### Épisode 13:Mutation sur Argos
- Titre original : The Ambergris Element
- Numéro(s) : 13 (22013)
- Scénariste(s) : Margaret Armen
- Réalisateur(s) : Hal Sutherland
- Diffusion(s) : 
  -  États-Unis : 1er décembre 1973 sur NBC
  -  France : 2 mai 1998 sur Canal J
- Date stellaire : 5499.9
- Invité(es) :
- Résumé : Alors qu'ils explorent la planète océan Argo, Kirk et Spock sont transformés en créature ne pouvant respirer que sous l'eau. Ils tentent de regagner leur forme normale.
- Continuité :
- Commentaire(s) : Toutes les voix féminines de cet épisode sont jouées par Majel Barrett. James Doohan effectue en plus de ses voix attitrées, les voix de cinq Aquans.

### Épisode 14:L’Arme des Slavennes
- Titre original : (Slaver Weapon)
- Numéro(s) : 14 (22011)
- Scénariste(s) : Larry Niven
- Réalisateur(s) : Hal Sutherland
- Diffusion(s) : 
  -  États-Unis : 15 décembre 1973 sur NBC
  -  France : 2 mai 1998 sur Canal J
- Date stellaire : 4187.3
- Invité(es) :
- Résumé : À l'intérieur de la navette Copernicus, Mr. Spock, Uhura et Sulu sont en route vers la station spatiale 25 afin de remettre un artefact rare : une boite slavenne. Toutefois, le signal d'une autre boite, non loin, les attirent dans un piège des Kzintis.
- Continuité : C'est le seul épisode mettant en scène l'équipage original à ne pas faire apparaitre le Capitaine Kirk. Ni le Docteur McCoy, ni Scotty n'apparaissent non plus.
- Commentaire(s) : 
  - Larry Niven y adapte une de ses propres nouvelles, nommée The Soft Weapon. Les Kzintis sont d'ailleurs des créatures qu'il utilisera dans d'autres de ses récits.
  - À la suite d'une erreur due au daltonisme de Hal Sutherland, les tenues des Kzintis sont roses pales.

### Épisode 15:La Planète mystérieuse
- Titre original : The Eye of the Beholder
- Numéro(s) : 15 (22016)
- Scénariste(s) : David P. Harmon
- Réalisateur(s) : Hal Sutherland
- Diffusion(s) : 
  -  États-Unis : 5 janvier 1974 sur NBC
  -  France : 9 mai 1998 sur Canal J
- Date stellaire : 5501.2
- Invité(es) :
- Résumé : À la recherche d'une équipe scientifique disparue, Kirk, Spock et McCoy se retrouvent enfermés dans un zoo tenu par des créatures supérieurement intelligentes.
- Continuité :
- Commentaire(s) :

### Épisode 16:Jihad
- Titre original : The Jihad
- Numéro(s) : 16 (22014)
- Scénariste(s) : Stephen Kandel
- Réalisateur(s) : Hal Sutherland
- Diffusion(s) : 
  -  États-Unis : 12 janvier 1974 sur NBC
  -  France : 9 mai 1998 sur Canal J
- Date stellaire : 5683.1
- Invité(es) :
- Résumé : Kirk et Spock sont appelés à faire équipe avec un groupe d'extra-terrestres pour retrouver l'âme de Skorr, un artefact religieux très ancien.
- Continuité :
- Commentaire(s) :